# 中国人民志愿军抗美援朝出国作战70周年金银纪念币
中国人民志愿军抗美援朝出国作战70周年金银纪念币是由中国人民银行批准发行，深圳国宝造币有限公司铸造，于2020年10月22日发行的一套金银贵金属纪念币，旨在纪念中国人民志愿军抗美援朝出国作战70周年。该套纪念币共2枚，其中金质纪念币1枚，银质纪念币1枚，均为中华人民共和国法定货币。

## 背景
1950年9月15日，联合国军在仁川登陆，朝鲜战争局势发生逆转，中华人民共和国政府通过不同渠道多次发出警告，若联合国军越过三八线，中华人民共和国将会出兵。10月5日，中共中央政治局扩大会议决定出兵援助朝鲜。10月8日，应朝鲜民主主义人民共和国政府要求，中国人民革命军事委员会主席毛泽东签发命令组织中国人民志愿军赴朝参战，彭德怀为中国人民志愿军司令员兼政治委员。1950年10月19日晚，中国人民志愿军从安东（今丹东市）、河口（即宽甸县长甸镇河口）、辑安（今集安市）等多处地点秘密渡过中华人民共和国与朝鲜界河鸭绿江正式入朝作战。
1950年10月至1951年6月，中国人民志愿军对联合国军和韩国国军陆续发动五次战役，基本将战争前线稳定在三八线附近，此后双方转入持续的阵地攻防战斗，但未再发生大规模战役，直至签署朝鲜停战协定。
1953年7月27日上午10时，朝鲜人民军及中国人民志愿军与联合国军在板门店签署朝鲜停战协定，标志朝鲜战争结束。1954年10月至1958年10月，中国人民志愿军陆续从朝鲜撤回中华人民共和国境内。

## 图案

### 正面图案
本套金银纪念币正面图案均为中华人民共和国国徽，并刊“中华人民共和国”、“2020”字样。

### 背面图案
- 金质纪念币背面图案为和平鸽、橄榄枝、杜鹃花等组合设计，并刊“中国人民志愿军抗美援朝出国作战70周年”、“1950-2020”字样，面额100元。

- 银质纪念币背面图案为志愿军形象与志愿军跨过鸭绿江场景组合设计，并刊“中国人民志愿军抗美援朝出国作战70周年”、“1950-2020”字样，面额10元。

## 规格和发行量

### 金质纪念币
金质纪念币为精制币，重量8克，含纯金8克，直径22毫米，面额100元，成色99.9%，最大发行量30000枚。

### 银质纪念币
银质纪念币为精制币，重量30克，含纯银30克，直径40毫米，面额10元，成色99.9%，最大发行量60000枚。